# 동래부 순절도
동래부 순절도(東萊府 殉節圖)는 임진왜란 당시의 격전 장면을 조선후기 동래부 화원이었던 변박이 그린 기록화이다. 이 순절도는 부산진 순절도와 함께 숙종 35년에 처음 그려졌으나 현존하는 것은 영조 36년(1760년) 동래부사 홍명한이 동래부 감영 소속의 화원이었던 변박을 시켜 고쳐 그린 것이다. 원래 선조 25년 동래성에서 왜군의 침략을 받고 싸우다 순절한 동래부사 송상현의 충절을 기리기 위해 세운 안락서원에 부산진 순절도와 함께 봉안되어 있던 것으로 지금은 육군사관학교 육군박물관으로 옮겨 소장되어 있다.
선조 25년(1592) 4월 14일 오전에 부산진을 함락시킨 왜군은 15일에는 동래부를 공략하였다. 동래는 부산진과 가까운 거리였고 부산지역을 관할할 곳이었다. 이 전투에서 당시 동래부 부사 송상현(宋象賢) 등 군민(軍民)이 모두 순절하였다. 당시 경상좌도 군사책임관이었던 이각(李珏)은 울산에서 동래성을 지원하러 왔다가 왜군의 군세가 막강함을 보고는 도망하였고, 부산 해안 방어를 책임지고 있던 경상좌도 수군절도사영(水軍節度使營)의 수사(水使) 박홍(朴泓) 역시 성을 버리고 달아났다. 왜군은 이미 부산진 전투에서 강한 저항을 경험하였기 때문에 대군을 동원하여 일시에 동래성을 포위, 공략했으므로 격전이 벌어질 수밖에 없었고 결국 동래성은 함락되었다.
부산진 순절도에 비해 전투 양상을 다양하게 설명함으로써 위에서 언급했던 동래성 교전에 얽힌 설화를 구체적으로 표현하고 있다. 작품의 하단에는 '명(明)으로 가는 길을 빌리라'는 패목(牌木)을 든 왜군을 향해 '죽기는 쉬워도 길을 빌려주기는 어렵다'는 팻말을 성밖으로 내던지고 죽음의 결전을 벌이고 있는 동래부 병사들의 치열한 전투 장면이 그려져 있다.
작품의 상단부 오른편으로는 성안으로 진격하고 있는 한 무리의 왜군들이 그려져 있어 동래성의 함락이 임박했음을 추측할 수 있다. 작품의 중앙에는 붉은 조복을 입은 송상현이 임금이 있는 북쪽을 향해 앉아 필사로 싸울 것을 맹약하고 있는 모습이 보이고,(전세가 기움을 알고, 갑옷 위에 조복을 갖춰입고 임금이 계신 방향, 즉 북면하고 아홉번 절했다고 한다) 작품의 상단부 왼편에는 이와 대조적으로 성 뒤쪽으로는 달아나고 있는 이각 등의 무리가 그려져 있다. 동래성을 끝까지 지키다 순절에 이른 송상현과 달아난 이각을 통해 보여지는 한 화면 내의 뚜렷한 대비 양상은 충렬심을 강조하는 본 작품의 의도를 보다 효과적으로 성취하기 위한 장치이다.
그림의 중앙에는 동래부의 성곽이 둥글게 자리잡고 있고, 아랫부분에는 남쪽 성루를 중심으로 방어하고 있는 동래부 병사들과 이를 공략하기 위해 반달형으로 겹겹이 에워싸고 있는 왜병들을 그려 넣었다. 성을 공략하고 있는 왜병들의 모습이 보다 크게 그려져 있어 전력의 심한 격차를 말해 주는 듯하다. 화면의 상단부에 배경으로 묘사된 능선의 윤곽선을 따라 미점(米點)이 가해진 도안화된 산형을 비롯해 제재들의 표현이 상당 부분 도식화되어 있어 경직된 느낌을 준다.〈부산진순절도〉처럼 이 작품 역시 전반적인 화격은 그리 높지 못한 것으로 생각된다.

## 참고자료
- 동래부 순절도 - 국가유산청 국가유산포털

 본 문서에는 서울특별시에서 지식공유 프로젝트를 통해 퍼블릭 도메인으로 공개한 저작물을 기초로 작성된 내용이 포함되어 있습니다.